# Galates
Galates (altgriechisch Γαλάτης Galátēs) oder Keltos (Κέλτος Kéltos) ist in der griechischen Mythologie der eponyme Heros der Kelten.

## Die Abstammung der Gallier
Die Abstammung der Gallier von einem eponymen Heros taucht zuerst bei Diodor auf, der berichtet, dass der Halbgott Herkules nach seinem Kampf mit dem Riesen Geryoneus in Hispanien durch das Land der Kelten gekommen sei, wo ihn die Tochter eines einheimischen Fürsten verführt habe und er so Vater des Heroen Galates geworden sei, von dem das Volk der Kelten abstamme. Eine ähnliche Geschichte erzählt Parthenios von Nicaea, nach dem Herkules mit einer Prinzessin namens Keltine, Tochter des Königs Bretannos, einen Sohn namens Keltos gezeugt habe.
Bestätigt wird die Existenz einer solchen Sage durch Ammianus Marcellinus, der erwähnt, dass diese Variante der keltischen Abstammungssage zu seiner Zeit die verbreitetste war und in Gallien vielfach in Schrift und Bild dargestellt würde.
Eine abweichende Variante wird von Dionysios von Halikarnassos berichtet, nach dem Herkules mit Asterope, einer Tochter des Atlas, zwei Söhne, Keltos und Iber, die Stammväter der Kelten und Iberer, gezeugt habe.

## Die Abstammung der Galater
Timaios von Tauromenion, ebenso Kallimachos in einem fragmentarisch überlieferten Gedicht, erwähnen als erste eine Abstammung der kleinasiatischen Galater von einem Stammvater namens Galates oder Gallus (daher der Landesname Γαλατία Galatía), der ein Sohn der Nereide Galateia und des Kyklop gewesen sein soll. Eine ähnliche Variante erzählt Appian, nach dem die Nymphe Galateie drei Söhne gehabt habe, Keltos, Galas und Illyros, die die Stammväter der Kelten, Galater und Illyrer geworden seien. Abweichend von dieser Genealogie erwähnt Eustathios eine Abstammung der Galater vom Gott Apollon.

## Rezeption
Die Deutung der antiken Ethnographien zur Abstammung der Kelten sind sehr kontrovers. Zumeist werden sie als typische Beispiele mythologischer Ethnogenese gesehen, die fremdartige Völker je nach Beurteilung der jeweiligen Kultur als „barbarisch“ (durch Abstammung von den Zyklopen) oder „zivilisierbar“ (durch Abstammung von einem verwandten Heros oder Gott) darzustellen versuchen. Andere aber vermuten durchaus die Rezeption eines einheimischen keltischen Mythos, der durch eine „Interpretatio Graeca“ oder „Interpretatio Romana“ in die griechische und römische Mythologie „übersetzt“ wurde. Im Mittelalter tauchen bei den Iren und Walisern zwar ähnliche Vorstellungen von eponymen Stammvätern auf, so für die Gälen Figuren wie Feinius Farsaidh, Goidel Glas, Miled oder Donn, für die Kymren Britus (oder Britto, Prydein), oder für die Pikten Cruithne, jedoch waren eponyme Heroen in der Antike generell weit verbreitet und die antike Ethnographie den mittelalterlichen Geschichtsschreibern durchaus vertraut und wahrscheinlich auch Vorbild. Allerdings wurde im christlichen Mittelalter generell im Gegensatz zur Abstammung von antiken Gottheiten eine Abstammung von Noah oder den Trojanern bevorzugt. Die Parallelen der inselkeltischen Mythologie zu den eponymen Heroen der antiken Ethnographie eignen sich also nur sehr bedingt zum Beweis einer authentischen keltischen Abstammungssage wie Gaius Iulius Caesar sie in seinem Werk De bello Gallico vom Dispater der Kelten berichtet. Ammianus Marcellinus Anmerkung über die Verbreitung der, von Diodor und Parthenos bekannten, Abstammung von Hercules zeigt jedoch, dass selbst wenn der Ursprung der Sage hellenistisch gewesen sein sollte, er jedoch in der Spätantike von den Galliern selbst adaptiert worden war.